# Piquillín
Piquillín es una localidad situada en el departamento Río Primero, provincia de Córdoba, Argentina.
Tiene 1608 habitantes (Indec, 2022) y se encuentra situada sobre la RN 19, a 40 km de la Ciudad de Córdoba, aproximadamente.

## Toponimia

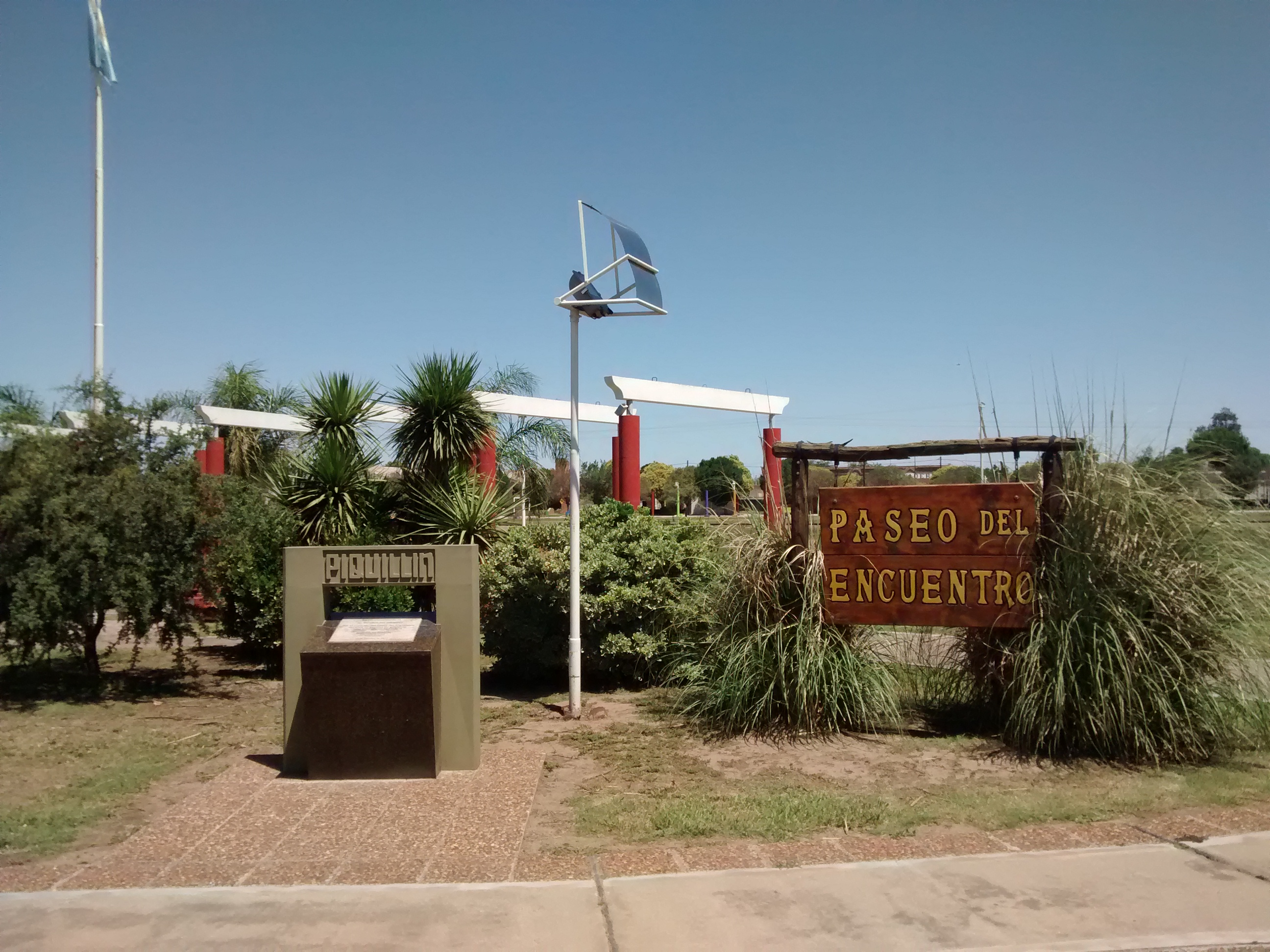
Paseo del Encuentro en la plaza principal, sobre Avenida Belgrano

La localidad debe su nombre al arbusto forrajero piquillín, que era muy abundante en la zona. A fines de siglo XX tal especie autóctona había desaparecido de la zona por lo que a inicio de siglo XXI se replantaron algunos ejemplares.

## Economía
La actividad económica predominante es la agricultura y sus derivados, como empresas de transporte de granos, acopios y ventas de maquinaria agrícola.
Es un pueblo careciente de industria locales, por lo que sus habitantes deben trasladarse a localidades vecinas para conseguir empleo.

## Sismicidad
La sismicidad de la región de Córdoba es frecuente y de intensidad baja, y un silencio sísmico de terremotos medios a graves cada 30 años en áreas aleatorias. Sus últimas expresiones se produjeron:
- 22 de septiembre de 1908 (116 años), a las 17.00 UTC-3, con 6,5 Richter, escala de Mercalli VII; ubicación 30°30′0″S 64°30′0″O / -30.50000, -64.50000; profundidad: 100 km; produjo daños en Deán Funes, Cruz del Eje y Soto, provincia de Córdoba, y en el sur de las provincias de Santiago del Estero, La Rioja y Catamarca.[2]

- 16 de enero de 1947 (78 años), a las 2.37 UTC-3, con una magnitud aproximadamente de 5,5 en la escala de Richter (terremoto de Córdoba de 1947).[1]

- 28 de marzo de 1955 (70 años), a las 6.20 UTC-3 con 6,9 Richter: además de la gravedad física del fenómeno se unió el desconocimiento absoluto de la población a estos eventos recurrentes (terremoto de Villa Giardino de 1955).

- 7 de septiembre de 2004 (20 años), a las 8.53 UTC-3 con 4,1 Richter.

- 25 de diciembre de 2009 (15 años), a las 21.42 UTC-3 con 4,0 Richter.

## Personajes nacidos en Piquillín
- Carlos "El Chino" Luna: exfutbolista.
- esteban giampieri